# Olszanka
Olszanka ([ɔlˈʂanka]) es un pueblo en el distrito de Łosice, voivodato de Mazovia, en el centro-oriente de Polonia. Es la sede de la gmina llamada Gmina Olszanka. Se encuentra aproximadamente a 9 kilómetros (6 millas) al suroeste de Łosice y 114 km (71 millas) al este de Varsovia.
El pueblo tiene una población de 375 habitantes.